# Challenger Ciudad de Guayaquil 2006
Il Challenger Ciudad de Guayaquil 2006 è stato un torneo di tennis facente parte della categoria ATP Challenger Series nell'ambito dell'ATP Challenger Series 2006. Il torneo si è giocato a Guayaquil in Ecuador dal 13 al 19 novembre 2006 su campi in terra rossa.

## Vincitori

### Singolare
Sergio Roitman ha battuto in finale  Mariano Zabaleta con il punteggio di 6–3, 4–6, 6–1.

### Doppio
Juan Pablo Brzezicki /  Leonardo Mayer hanno battuto in finale  Marcel Felder /  Fernando Vicente con il punteggio di 1–6, 7–5, [14–12].